# Le Nomade du temps
Le Nomade du temps (titre original : A Nomad of the Time Streams) est une uchronie, écrite par Michael Moorcock, mettant en scène les aventures du capitaine Oswald Bastable, une incarnation du Champion éternel.
Cette trilogie est une œuvre fondatrice du mouvement steampunk, uchronie partant du postulat que la technologie est resté bloquée à l'âge de la machine à vapeur. Le moyen de transport (et l'arme de guerre) de prédilection devient alors le dirigeable.

## Résumé
En 1902, à la suite d'un tremblement de terre survenu alors qu'il était en mission au Kumbalari (État proche du Tibet) au nom du Royaume-Uni, le capitaine Oswald Bastable se retrouve projeté dans un futur alternatif. En l'an 1973, le monde est survolé par des dirigeables qui surveillent le monde au nom des Grandes Puissances. Mais des révolutionnaires de la Ligue des Aventuriers Temporels, dont Una Persson, s'opposent à cet ordre. Oswald devra choisir son camp dans ce nouveau monde qui s'offre a lui.

## Livres du cycle
1. Le Seigneur des airs (The Warlord of the Air, 1971).
2. Le Léviathan des terres (The Land Leviathan, 1974).
3. Le Tsar d'acier (The Steel Tsar, 1981).

Le cycle a été rassemblé en un volume :
- Le Nomade du temps (A Nomad of the Time Streams, 1993).

## Publication
En France un volume comprenant les trois récits est disponible aux éditions Gallimard (collection Folio SF No 318, en 2008) sous le nom de Le Nomade du temps traduction d'origine Denise Hersant et Jacques Schmitt, révisée et complétée par Sébastien Guillot. On trouve aussi une édition des trois récits aux Nouvelles éditions Opta (collection Club du livre d’anticipation, 1982) sous le titre Les aventures uchroniques d’Oswald Bastable.